# 소야 종합진흥국

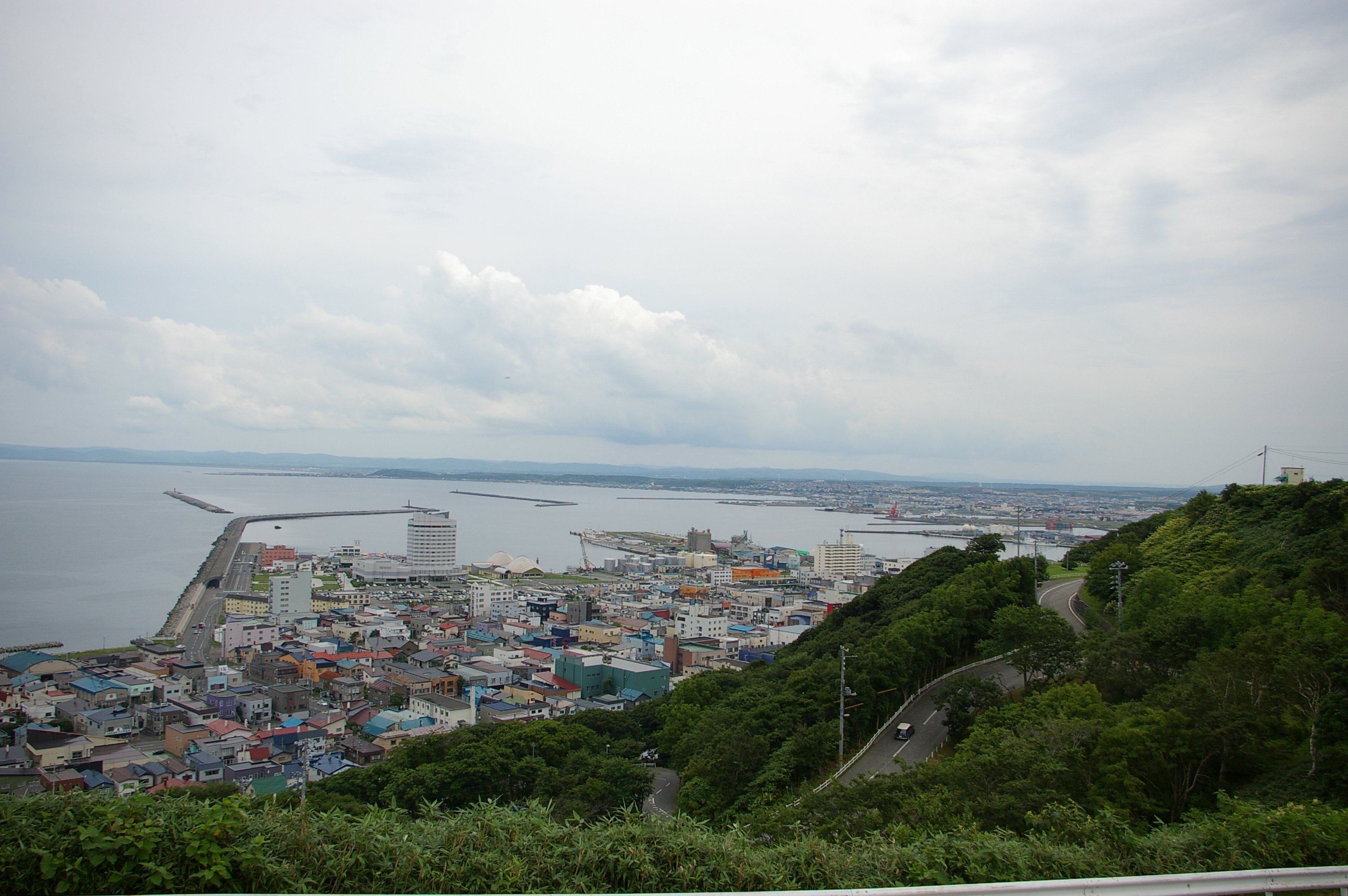

소야 종합진흥국(일본어: 宗谷総合振興局 소야소고신코쿄쿠[*])은 2010년 4월 1일에 홋카이도의 소야 지청 대신 설치된 종합 진흥국이다. 진흥국 소재지는 왓카나이시이다.

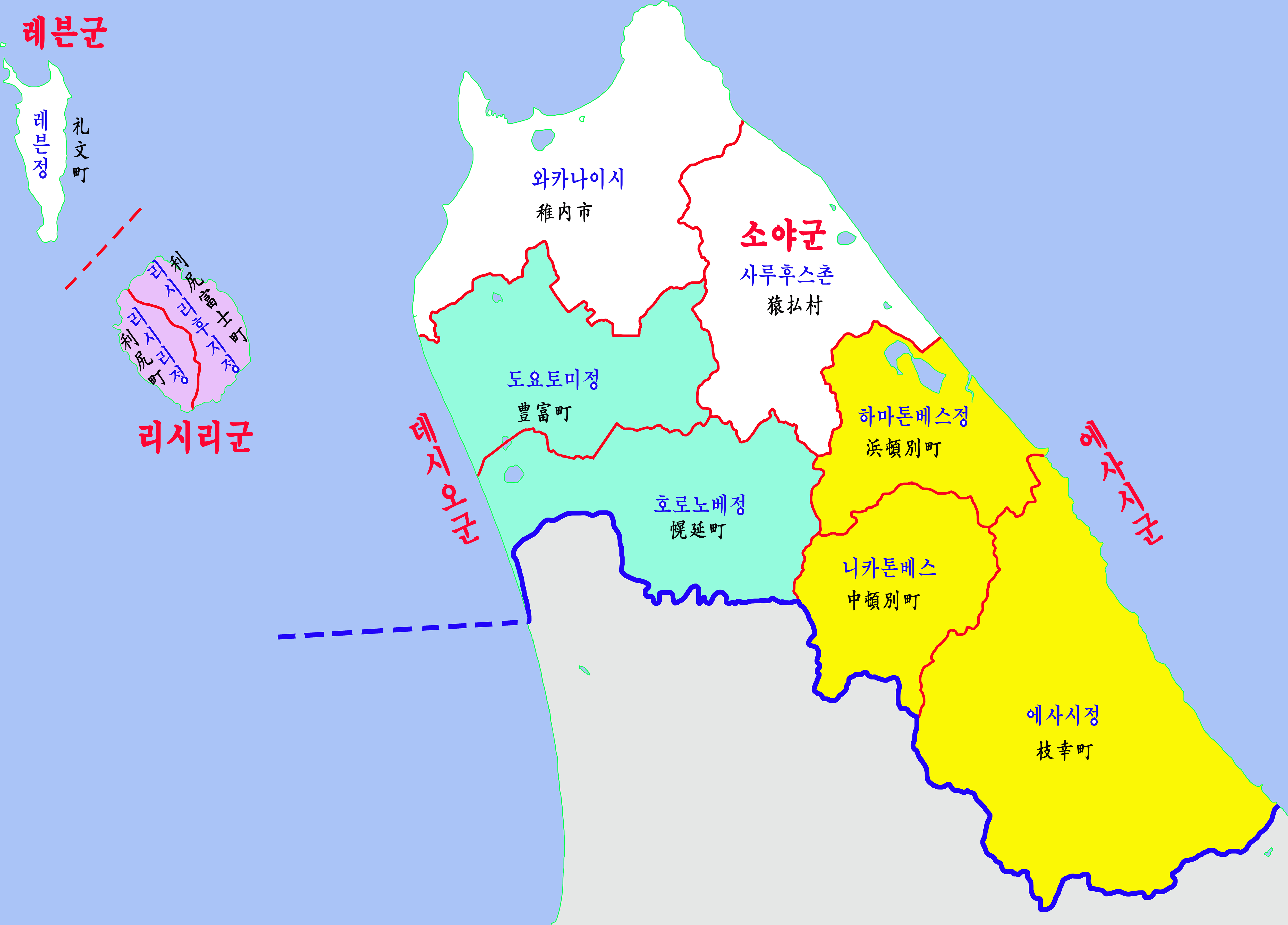

## 행정구역
- 왓카나이시(稚内市)
- 데시오군
  - 도요토미정(豊富町) - 호로노베정(幌延町)
- 소야군
  - 사루후쓰촌(猿払村)
- 에사시군
  - 하마톤베쓰정(浜頓別町)  - 나카톤베쓰정(中頓別町)  - 에사시정(枝幸町)
- 레분군
  - 레분정(礼文町)
- 리시리군
  - 리시리정(利尻町)  - 리시리후지정(利尻富士町)